# Golden Globe
De Golden Globe is een onderscheiding die jaarlijks wordt toegekend door de leden van de Hollywood Foreign Press Association (HFPA), de prijs is ter erkenning van uitmuntendheid in film en televisie, in binnen- en buitenland. De uitreiking maakt deel uit van het Amerikaanse prijzenseizoen, met als hoogtepunt de Academy Awards.
De Globes voor films worden sinds 1944 uitgereikt, de Globes voor televisieseries sinds 1956.
De Globes worden uitgereikt in januari, en betreffen film en televisie in het verstreken kalenderjaar. Hieronder is het vermelde jaar steeds het jaar van uitreiking.

## Filmprijzen

### Beste film - drama
- Lijst met winnaars en genomineerden

### Beste film - musical of komedie
- Lijst met winnaars en genomineerden

### Beste regisseur
- 1944: Henry King, The Song of Bernadette
- 1945: Leo McCarey, Going My Way
- 1946: Billy Wilder, The Lost Weekend
- 1947: Frank Capra, It's a Wonderful Life
- 1948: Elia Kazan, Gentleman's Agreement
- 1949: John Huston, The Treasure of the Sierra Madre
- 1950: Robert Rossen, All the King's Men
- 1951: Billy Wilder, Sunset Boulevard
- 1952: László Benedek, Death of a Salesman
- 1953: Cecil B. DeMille, The Greatest Show on Earth
- 1954: Fred Zinnemann, From Here to Eternity
- 1955: Elia Kazan, On the Waterfront
- 1956: Joshua Logan, Picnic
- 1957: Elia Kazan, Baby Doll
- 1958: David Lean, The Bridge on the River Kwai
- 1959: Vincente Minnelli, Gigi
- 1960: William Wyler, Ben-Hur
- 1961: Jack Cardiff, Sons and Lovers
- 1962: Stanley Kramer, Judgment at Nuremberg
- 1963: David Lean, Lawrence of Arabia
- 1964: Elia Kazan, America, America
- 1965: George Cukor, My Fair Lady
- 1966: David Lean, Doctor Zhivago
- 1967: Fred Zinnemann, A Man for All Seasons
- 1968: Mike Nichols, The Graduate
- 1969: Paul Newman, Rachel, Rachel
- 1970: Charles Jarrott, Anne of the Thousand Days
- 1971: Arthur Hiller, Love Story
- 1972: William Friedkin, The French Connection
- 1973: Francis Ford Coppola, The Godfather
- 1974: William Friedkin, The Exorcist
- 1975: Roman Polanski, Chinatown
- 1976: Miloš Forman, One Flew Over the Cuckoo's Nest
- 1977: Sidney Lumet, Network
- 1978: Herbert Ross, The Turning Point
- 1979: Michael Cimino, The Deer Hunter
- 1980: Francis Ford Coppola, Apocalypse Now
- 1981: Robert Redford, Ordinary People
- 1982: Warren Beatty, Reds
- 1983: Richard Attenborough, Gandhi
- 1984: Barbra Streisand, Yentl
- 1985: Miloš Forman, Amadeus
- 1986: John Huston, Prizzi's Honor
- 1987: Oliver Stone, Platoon
- 1988: Bernardo Bertolucci, The Last Emperor
- 1989: Clint Eastwood, Bird
- 1990: Oliver Stone, Born on the Fourth of July
- 1991: Kevin Costner, Dances with Wolves
- 1992: Oliver Stone, JFK
- 1993: Clint Eastwood, Unforgiven
- 1994: Steven Spielberg, Schindler's List
- 1995: Robert Zemeckis, Forrest Gump
- 1996: Mel Gibson, Braveheart
- 1997: Milos Forman, The People Vs. Larry Flynt
- 1998: James Cameron, Titanic
- 1999: Steven Spielberg, Saving Private Ryan
- 2000: Sam Mendes, American Beauty
- 2001: Ang Lee, Crouching Tiger, Hidden Dragon
- 2002: Robert Altman, Gosford Park
- 2003: Martin Scorsese, Gangs of New York
- 2004: Peter Jackson, The Lord of the Rings: The Return of the King
- 2005: Clint Eastwood, Million Dollar Baby
- 2006: Ang Lee, Brokeback Mountain
- 2007: Martin Scorsese, The Departed
- 2008: Julian Schnabel, The Diving Bell and the Butterfly
- 2009: Danny Boyle, Slumdog Millionaire
- 2010: James Cameron, Avatar
- 2011: David Fincher, The Social Network
- 2012: Martin Scorsese, Hugo
- 2013: Ben Affleck, Argo
- 2014: Alfonso Cuarón, Gravity
- 2015: Richard Linklater, Boyhood
- 2016: Alejandro González Iñárritu, The Revenant
- 2017: Damien Chazelle, La La Land
- 2018: Guillermo del Toro, The Shape of Water
- 2019: Alfonso Cuarón, Roma
- 2020: Sam Mendes, 1917
- 2021: Chloé Zhao, Nomadland
- 2022: Jane Campion, The Power of the Dog
- 2023: Steven Spielberg, The Fabelmans
- 2024: Christopher Nolan, Oppenheimer

### Beste acteur in een dramafilm (t/m 1950 Beste acteur)
- 1944: Paul Lukas, Watch on the Rhine
- 1945: Alexander Knox, Wilson
- 1946: Ray Milland, The Lost Weekend
- 1947: Gregory Peck, The Yearling
- 1948: Ronald Colman, A Double Life
- 1949: Laurence Olivier, Hamlet
- 1950: Broderick Crawford, All the King's Men
- 1951: José Ferrer, Cyrano de Bergerac
- 1952: Fredric March, Death of a Salesman
- 1953: Gary Cooper, High Noon
- 1954: Spencer Tracy, The Actress
- 1955: Marlon Brando, On the Waterfront
- 1956: Ernest Borgnine, Marty
- 1957: Kirk Douglas, Lust for Life
- 1958: Alec Guinness, The Bridge on the River Kwai
- 1959: David Niven, Separate Tables
- 1960: Anthony Franciosa, Career
- 1961: Burt Lancaster, Elmer Gantry
- 1962: Maximilian Schell, Judgment at Nuremberg
- 1963: Gregory Peck, To Kill a Mockingbird
- 1964: Sidney Poitier, Lilies of the Field
- 1965: Peter O'Toole, Becket
- 1966: Omar Sharif, Doctor Zhivago
- 1967: Paul Scofield, A Man for All Seasons
- 1968: Rod Steiger, In the Heat of the Night
- 1969: Peter O'Toole, The Lion in Winter
- 1970: John Wayne, True Grit
- 1971: George C. Scott, Patton
- 1972: Gene Hackman, The French Connection
- 1973: Marlon Brando, The Godfather
- 1974: Al Pacino, Serpico
- 1975: Jack Nicholson, Chinatown
- 1976: Jack Nicholson, One Flew Over the Cuckoo's Nest
- 1977: Peter Finch, Network
- 1978: Richard Burton, Equus
- 1979: Jon Voight, Coming Home
- 1980: Dustin Hoffman, Kramer vs. Kramer
- 1981: Robert De Niro, Raging Bull
- 1982: Henry Fonda, On Golden Pond
- 1983: Ben Kingsley, Gandhi
- 1984: Tom Courtenay, The Dresser & Robert Duvall, Tender Mercies
- 1985: F. Murray Abraham, Amadeus
- 1986: Jon Voight, Runaway Train
- 1987: Bob Hoskins, Mona Lisa
- 1988: Michael Douglas, Wall Street
- 1989: Dustin Hoffman, Rain Man
- 1990: Tom Cruise, Born on the Fourth of July
- 1991: Jeremy Irons, Reversal of Fortune
- 1992: Nick Nolte, The Prince of Tides
- 1993: Al Pacino, Scent of a Woman
- 1994: Tom Hanks, Philadelphia
- 1995: Tom Hanks, Forrest Gump
- 1996: Nicolas Cage, Leaving Las Vegas
- 1997: Geoffrey Rush, Shine
- 1998: Peter Fonda, Ulee's Gold
- 1999: Jim Carrey, The Truman Show
- 2000: Denzel Washington, The Hurricane
- 2001: Tom Hanks, Cast Away
- 2002: Russell Crowe, A Beautiful Mind
- 2003: Jack Nicholson, About Schmidt
- 2004: Sean Penn, Mystic River
- 2005: Jamie Foxx, Ray
- 2006: Philip Seymour Hoffman, Capote
- 2007: Forest Whitaker, The last king of Scotland
- 2008: Daniel Day-Lewis, There Will Be Blood
- 2009: Mickey Rourke, The Wrestler
- 2010: Jeff Bridges, Crazy Heart
- 2011: Colin Firth, The King's Speech
- 2012: George Clooney, The Descendants
- 2013: Daniel Day-Lewis, Lincoln
- 2014: Matthew McConaughey, Dallas Buyers Club
- 2015: Eddie Redmayne, The Theory of Everything
- 2016: Leonardo DiCaprio, The Revenant
- 2017: Casey Affleck, Manchester by the Sea
- 2018: Gary Oldman, Darkest Hour
- 2019: Rami Malek, Bohemian Rhapsody
- 2020: Joaquin Phoenix, Joker
- 2021: Chadwick Boseman, Ma Rainey's Black Bottom
- 2022: Will Smith, King Richard
- 2023: Austin Butler, Elvis
- 2024: Cillian Murphy, Oppenheimer

### Beste actrice in een dramafilm (t/m 1950 Beste actrice)
- 1944: Jennifer Jones, The Song of Bernadette
- 1945: Ingrid Bergman, Gaslight
- 1946: Ingrid Bergman, The Bells of St. Mary's
- 1947: Rosalind Russell, Sister Kenny
- 1948: Rosalind Russell, Mourning Becomes Electra
- 1949: Jane Wyman, Johnny Belinda
- 1950: Olivia de Havilland, The Heiress
- 1951: Gloria Swanson, Sunset Boulevard
- 1952: Jane Wyman, The Blue Veil
- 1953: Shirley Booth, Come Back, Little Sheba
- 1954: Audrey Hepburn, Roman Holiday
- 1955: Grace Kelly, The Country Girl
- 1956: Anna Magnani, The Rose Tattoo
- 1957: Ingrid Bergman, Anastasia
- 1958: Joanne Woodward, The Three Faces of Eve
- 1959: Susan Hayward, I Want to Live!
- 1960: Elizabeth Taylor, Suddenly, Last Summer
- 1961: Greer Garson, Sunrise at Campobello
- 1962: Geraldine Page, Summer and Smoke
- 1963: Geraldine Page, Sweet Bird of Youth
- 1964: Leslie Caron, The L-Shaped Room
- 1965: Anne Bancroft, The Pumpkin Eater
- 1966: Samantha Eggar, The Collector
- 1967: Anouk Aimée, A Man and a Woman
- 1968: Edith Evans, The Whisperers
- 1969: Joanne Woodward, Rachel, Rachel
- 1970: Geneviève Bujold, Anne of the Thousand Days
- 1971: Ali MacGraw, Love Story
- 1972: Jane Fonda, Klute
- 1973: Liv Ullmann, The Emigrants
- 1974: Marsha Mason, Cinderella Liberty
- 1975: Gena Rowlands, A Woman Under the Influence
- 1976: Louise Fletcher, One Flew Over the Cuckoo's Nest
- 1977: Faye Dunaway, Network
- 1978: Jane Fonda, Julia
- 1979: Jane Fonda, Coming Home
- 1980: Sally Field, Norma Rae
- 1981: Mary Tyler Moore, Ordinary People
- 1982: Meryl Streep, The French Lieutenant's Woman
- 1983: Meryl Streep, Sophie's choice
- 1984: Shirley MacLaine, Terms of Endearment
- 1985: Sally Field, Places in the Heart
- 1986: Whoopi Goldberg, The Color Purple
- 1987: Marlee Matlin, Children of a Lesser God
- 1988: Sally Kirkland, Anna
- 1989: Jodie Foster, The Accused & Sigourney Weaver, Gorillas in the Mist
- 1990: Michelle Pfeiffer, The Fabulous Baker Boys
- 1991: Kathy Bates, Misery
- 1992: Jodie Foster, The Silence of the Lambs
- 1993: Emma Thompson, Howards End
- 1994: Holly Hunter, The Piano
- 1995: Jessica Lange, Blue Sky
- 1996: Sharon Stone, Casino
- 1997: Brenda Blethyn, Secrets and Lies
- 1998: Judi Dench, Mrs. Brown
- 1999: Cate Blanchett, Elizabeth
- 2000: Hilary Swank, Boys Don't Cry
- 2001: Julia Roberts, Erin Brokovich
- 2002: Sissy Spacek, In the Bedroom
- 2003: Nicole Kidman, The Hours
- 2004: Charlize Theron, Monster
- 2005: Hilary Swank, Million Dollar Baby
- 2006: Felicity Huffman, Transamerica
- 2007: Helen Mirren, The Queen
- 2008: Julie Christie, Away from Her
- 2009: Kate Winslet, Revolutionary Road
- 2010: Sandra Bullock, The Blind Side
- 2011: Natalie Portman, Black Swan
- 2012: Meryl Streep, The Iron Lady
- 2013: Jennifer Lawrence, Silver Linings Playbook
- 2014: Cate Blanchett, Blue Jasmine
- 2015: Julianne Moore, Still Alice
- 2016: Brie Larson, Room
- 2017: Isabelle Huppert, Elle
- 2018: Frances McDormand, Three Billboards Outside Ebbing, Missouri
- 2019: Glenn Close, The Wife
- 2020: Renée Zellweger, Judy
- 2021: Andra Day, The United States vs. Billie Holiday
- 2022: Nicole Kidman, Being the Ricardos
- 2023: Cate Blanchett, Tár
- 2024: Lily Gladstone, Killers of the Flower Moon

### Beste acteur in een komische of muzikale film
- 1951: Fred Astaire, Three Little Words
- 1952: Danny Kaye, On the Riviera
- 1953: Donald O'Connor, Singin' in the Rain
- 1954: David Niven, The Moon Is Blue
- 1955: James Mason, A Star Is Born
- 1956: Tom Ewell, The Seven Year Itch
- 1957: Cantinflas, Around the World in Eighty Days
- 1958: Frank Sinatra, Pal Joey
- 1959: Danny Kaye, Me and the Colonel
- 1960: Jack Lemmon, Some Like It Hot
- 1961: Jack Lemmon, The Apartment
- 1962: Glenn Ford, Pocketful of Miracles
- 1963: Marcello Mastroianni, Divorce - Italian Style
- 1964: Alberto Sordi, To Bed or Not to Bed
- 1965: Rex Harrison, My Fair Lady
- 1966: Lee Marvin, Cat Ballou
- 1967: Alan Arkin, The Russians Are Coming, the Russians Are Coming
- 1968: Richard Harris, Camelot
- 1969: Ron Moody, Oliver!
- 1970: Peter O'Toole, Goodbye, Mr. Chips
- 1971: Albert Finney, Scrooge
- 1972: Topol, Fiddler on the Roof
- 1973: Jack Lemmon, Avanti!
- 1974: George Segal, A Touch of Class
- 1975: Art Carney, Harry and Tonto
- 1976: Walter Matthau, The Sunshine Boys
- 1977: Kris Kristofferson, A Star Is Born
- 1978: Richard Dreyfuss, The Goodbye Girl
- 1979: Warren Beatty, Heaven Can Wait
- 1980: Peter Sellers, Being There
- 1981: Ray Sharkey, The Idolmaker
- 1982: Dudley Moore, Arthur
- 1983: Dustin Hoffman, Tootsie
- 1984: Michael Caine, Educating Rita
- 1985: Dudley Moore, Micki and Maude
- 1986: Jack Nicholson, Prizzi's Honor
- 1987: Paul Hogan, Crocodile Dundee
- 1988: Robin Williams, Good Morning, Vietnam
- 1989: Tom Hanks, Big
- 1990: Morgan Freeman, Driving Miss Daisy
- 1991: Gérard Depardieu, Green Card
- 1992: Robin Williams, The Fisher King
- 1993: Tim Robbins, The Player
- 1994: Robin Williams, Mrs. Doubtfire
- 1995: Hugh Grant, Four Weddings and a Funeral
- 1996: John Travolta, Get Shorty
- 1997: Tom Cruise, Jerry Maguire
- 1998: Jack Nicholson, As Good as It Gets
- 1999: Michael Caine, Little Voice
- 2000: Jim Carrey, Man on the Moon
- 2001: George Clooney, O Brother, Where Art Thou?
- 2002: Gene Hackman, The Royal Tenenbaums
- 2003: Richard Gere, Chicago
- 2004: Bill Murray, Lost in Translation
- 2005: Jamie Foxx, Ray
- 2006: Joaquin Phoenix, Walk The Line
- 2007: Sacha Baron Cohen, Borat
- 2008: Johnny Depp, Sweeney Todd: The Demon Barber of Fleet Street
- 2009: Colin Farrell, In Bruges
- 2010: Robert Downey jr., Sherlock Holmes
- 2011: Paul Giamatti, Barney's Version
- 2012: Jean Dujardin, The Artist
- 2013: Hugh Jackman, Les Misérables
- 2014: Leonardo DiCaprio, The Wolf of Wall Street
- 2015: Michael Keaton, Birdman
- 2016: Matt Damon, The Martian
- 2017: Ryan Gosling, La La Land
- 2018: James Franco, The Disaster Artist
- 2019: Christian Bale, Vice
- 2020: Taron Egerton, Rocketman
- 2021: Sacha Baron Cohen, Borat Subsequent Moviefilm
- 2022: Andrew Garfield, Tick, Tick... Boom!
- 2023: Colin Farrell, The Banshees of Inisherin
- 2024: Paul Giamatti, The Holdovers

### Beste actrice in een komische of muzikale film
- 1951: Judy Holliday, Born Yesterday
- 1952: June Allyson, Too Young to Kiss
- 1953: Susan Hayward, With a Song in My Heart
- 1954: Ethel Merman, Call Me Madam
- 1955: Judy Garland, A Star Is Born
- 1956: Jean Simmons, Guys and Dolls
- 1957: Deborah Kerr, The King and I
- 1958: Kay Kendall, Les Girls
- 1959: Rosalind Russell, Auntie Mame
- 1960: Marilyn Monroe, Some Like It Hot
- 1961: Shirley MacLaine, The Apartment
- 1962: Rosalind Russell, A Majority of One
- 1963: Rosalind Russell, Gypsy
- 1964: Shirley MacLaine, Irma la Douce
- 1965: Julie Andrews, Mary Poppins
- 1966: Julie Andrews, The Sound of Music
- 1967: Lynn Redgrave, Georgy Girl
- 1968: Anne Bancroft, The Graduate
- 1969: Barbra Streisand, Funny Girl
- 1970: Patty Duke, Me, Natalie
- 1971: Carrie Snodgress, Diary of a Mad Housewife
- 1972: Twiggy, The Boy Friend
- 1973: Liza Minnelli, Cabaret
- 1974: Glenda Jackson, A Touch of Class
- 1975: Raquel Welch, The Three Musketeers
- 1976: Ann-Margret, Tommy
- 1977: Barbra Streisand, A Star Is Born
- 1978: Diane Keaton, Annie Hall & Marsha Mason, The Goodbye Girl
- 1979: Ellen Burstyn, Same Time, Next Year & Maggie Smith, California Suite
- 1980: Bette Midler, The Rose
- 1981: Sissy Spacek, Coal Miner's Daughter
- 1982: Bernadette Peters, Pennies from Heaven
- 1983: Julie Andrews, Victor/Victoria
- 1984: Julie Walters, Educating Rita
- 1985: Kathleen Turner, Romancing the Stone
- 1986: Kathleen Turner, Prizzi's Honor
- 1987: Sissy Spacek, Crimes of the Heart
- 1988: Cher, Moonstruck
- 1989: Melanie Griffith, Working Girl
- 1990: Jessica Tandy, Driving Miss Daisy
- 1991: Julia Roberts, Pretty Woman
- 1992: Bette Midler, For the Boys
- 1993: Miranda Richardson, Enchanted April
- 1994: Angela Bassett, What's Love Got to Do with It
- 1995: Jamie Lee Curtis, True Lies
- 1996: Nicole Kidman, To Die For
- 1997: Madonna, Evita
- 1998: Helen Hunt, As Good as It Gets
- 1999: Gwyneth Paltrow, Shakespeare In Love
- 2000: Janet McTeer, Tumbleweeds
- 2001: Renée Zellweger, Nurse Betty
- 2002: Nicole Kidman, Moulin Rouge!
- 2003: Renée Zellweger, Chicago
- 2004: Diane Keaton, Something's Gotta Give
- 2005: Annette Bening, Being Julia
- 2006: Reese Witherspoon, Walk the Line
- 2007: Meryl Streep, The Devil Wears Prada
- 2008: Marion Cotillard, La Vie en Rose
- 2009: Sally Hawkins, Happy-Go-Lucky
- 2010: Meryl Streep, Julie & Julia
- 2011: Annette Bening, The Kids Are All Right
- 2012: Michelle Williams, My Week with Marilyn
- 2013: Jennifer Lawrence, Silver Linings Playbook
- 2014: Amy Adams, American Hustle
- 2015: Amy Adams, Big Eyes
- 2016: Jennifer Lawrence, Joy
- 2017: Emma Stone, La La Land
- 2018: Saoirse Ronan, Lady Bird
- 2019: Olivia Colman, The Favourite
- 2020: Awkwafina, The Farewell
- 2021: Rosamund Pike, I Care a Lot
- 2022: Rachel Zegler, West Side Story
- 2023: Michelle Yeoh, Everything Everywhere All at Once
- 2024: Emma Stone, Poor Things

### Beste mannelijke bijrol
- 1944: Akim Tamiroff, For Whom the Bell Tolls
- 1945: Barry Fitzgerald, Going My Way
- 1946: J. Carrol Naish, A Medal for Benny
- 1947: Clifton Webb, The Razor's Edge
- 1948: Edmund Gwenn, Miracle On 34th Street
- 1949: Walter Huston, The Treasure of the Sierra Madre
- 1950: James Whitmore, Battleground
- 1951: Edmund Gwenn, Mister 880
- 1952: Peter Ustinov, Quo Vadis?
- 1953: Millard Mitchell, My Six Convicts
- 1954: Frank Sinatra, From Here to Eternity
- 1955: Edmond O'Brien, The Barefoot Contessa
- 1956: Arthur Kennedy, Trial
- 1957: Earl Holliman, The Rainmaker
- 1958: Red Buttons, Sayonara
- 1959: Burl Ives, The Big Country
- 1960: Stephen Boyd, Ben-Hur
- 1961: Sal Mineo, Exodus
- 1962: George Chakiris, West Side Story
- 1963: Omar Sharif, Lawrence Of Arabia
- 1964: John Huston, The Cardinal
- 1965: Edmond O'Brien, Seven Days in May
- 1966: Oskar Werner, The Spy Who Came in from the Cold
- 1967: Richard Attenborough, The Sand Pebbles
- 1968: Richard Attenborough, Doctor Dolittle
- 1969: Daniel Massey, Star!
- 1970: Gig Young, They Shoot Horses, Don't They?
- 1971: John Mills, Ryan's Daughter
- 1972: Ben Johnson, The Last Picture Show
- 1973: Joel Grey, Cabaret
- 1974: John Houseman, The Paper Chase
- 1975: Fred Astaire, The Towering Inferno
- 1976: Richard Benjamin, The Sunshine Boys
- 1977: Laurence Olivier, Marathon Man
- 1978: Peter Firth, Equus
- 1979: John Hurt, Midnight Express
- 1980: Robert Duvall, Apocalypse Now
- 1981: Timothy Hutton, Ordinary People
- 1982: John Gielgud, Arthur
- 1983: Louis Gossett jr., An Officer and a Gentleman
- 1984: Jack Nicholson, Terms of Endearment
- 1985: Haing Ngor, The Killing Fields
- 1986: Klaus Maria Brandauer, Out of Africa
- 1987: Tom Berenger, Platoon
- 1988: Sean Connery, The Untouchables
- 1989: Martin Landau, Tucker: The Man and His Dream
- 1990: Denzel Washington, Glory
- 1991: Bruce Davison, Longtime Companion
- 1992: Jack Palance, City Slickers
- 1993: Gene Hackman, Unforgiven
- 1994: Tommy Lee Jones, The Fugitive
- 1995: Martin Landau, Ed Wood
- 1996: Brad Pitt, 12 Monkeys
- 1997: Edward Norton, Primal Fear
- 1998: Burt Reynolds, Boogie Nights
- 1999: Ed Harris, The Truman Show
- 2000: Tom Cruise, Magnolia
- 2001: Benicio del Toro, Traffic
- 2002: Jim Broadbent, Iris
- 2003: Chris Cooper, Adaptation
- 2004: Tim Robbins, Mystic River
- 2005: Clive Owen, Closer
- 2006: George Clooney, Syriana
- 2007: Eddie Murphy, Dreamgirls
- 2008: Javier Bardem, No Country for Old Men
- 2009: Heath Ledger, The Dark Knight
- 2010: Christoph Waltz, Inglourious Basterds
- 2011: Christian Bale, The Fighter
- 2012: Christopher Plummer, Beginners
- 2013: Christoph Waltz, Django Unchained
- 2014: Jared Leto, Dallas Buyers Club
- 2015: J.K. Simmons, Whiplash
- 2016: Sylvester Stallone, Creed
- 2017: Aaron Taylor-Johnson, Nocturnal Animals
- 2018: Sam Rockwell, Three Billboards Outside Ebbing, Missouri
- 2019: Mahershala Ali, Green Book
- 2020: Brad Pitt, Once Upon a Time in Hollywood
- 2021: Daniel Kaluuya, Judas and the Black Messiah
- 2022: Kodi Smit-McPhee, The Power of the Dog
- 2023: Ke Huy Quan, Everything Everywhere All at Once
- 2024: Robert Downey jr., Oppenheimer

### Beste vrouwelijke bijrol
- 1944: Katina Paxinou, For Whom the Bell Tolls
- 1945: Agnes Moorehead, Mrs. Parkington
- 1946: Angela Lansbury, The Picture of Dorian Gray
- 1947: Anne Baxter, The Razor's Edge
- 1948: Celeste Holm, Gentleman's Agreement
- 1949: Ellen Corby, I Remember Mama
- 1950: Mercedes McCambridge, All the King's Men
- 1951: Josephine Hull, Harvey
- 1952: Kim Hunter, A Streetcar Named Desire
- 1953: Katy Jurado, High Noon
- 1954: Grace Kelly, Mogambo
- 1955: Jan Sterling, The High and the Mighty
- 1956: Marisa Pavan, The Rose Tattoo
- 1957: Eileen Heckart, The Bad Seed
- 1958: Elsa Lanchester, Witness for the Prosecution
- 1959: Hermione Gingold, Gigi
- 1960: Susan Kohner, Imitation of Life
- 1961: Janet Leigh, Psycho
- 1962: Rita Moreno, West Side Story
- 1963: Angela Lansbury, The Manchurian Candidate
- 1964: Margaret Rutherford, The VIPs
- 1965: Agnes Moorehead, Hush... Hush, Sweet Charlotte
- 1966: Ruth Gordon, Inside Daisy Clover
- 1967: Jocelyne LaGarde, Hawaii
- 1968: Carol Channing, Thoroughly Modern Millie
- 1969: Ruth Gordon, Rosemary's Baby
- 1970: Goldie Hawn, Cactus Flower
- 1971: Karen Black, Five Easy Pieces & Maureen Stapleton, Airport
- 1972: Ann-Margret, Carnal Knowledge
- 1973: Shelley Winters, The Poseidon Adventure
- 1974: Linda Blair, The Exorcist
- 1975: Karen Black, The Great Gatsby
- 1976: Brenda Vaccaro, Jacqueline Susann's Once Is Not Enough
- 1977: Katharine Ross, Voyage of the Damned
- 1978: Vanessa Redgrave, Julia
- 1979: Dyan Cannon, Heaven Can Wait
- 1980: Meryl Streep, Kramer vs. Kramer
- 1981: Mary Steenburgen, Melvin and Howard
- 1982: Joan Hackett, Only When I Laugh
- 1983: Jessica Lange, Tootsie
- 1984: Cher, Silkwood
- 1985: Peggy Ashcroft, A Passage to India
- 1986: Meg Tilly, Agnes of God
- 1987: Maggie Smith, A Room with a View
- 1988: Olympia Dukakis, Moonstruck
- 1989: Sigourney Weaver, Working Girl
- 1990: Julia Roberts, Steel Magnolias
- 1991: Whoopi Goldberg, Ghost
- 1992: Mercedes Ruehl, The Fisher King
- 1993: Joan Plowright, Enchanted April
- 1994: Winona Ryder, The Age of Innocence
- 1995: Dianne Wiest, Bullets Over Broadway
- 1996: Mira Sorvino, Mighty Aphrodite
- 1997: Lauren Bacall, The Mirror Has Two Faces
- 1998: Kim Basinger, L. A. Confidential
- 1999: Lynn Redgrave, Gods and Monsters
- 2000: Angelina Jolie, Girl, Interrupted
- 2001: Kate Hudson, Almost Famous
- 2002: Jennifer Connelly, A Beautiful Mind
- 2003: Meryl Streep, Adaptation.
- 2004: Renée Zellweger, Cold Mountain
- 2005: Natalie Portman, Closer
- 2006: Rachel Weisz, The Constant Gardener
- 2007: Jennifer Hudson, Dreamgirls
- 2008: Cate Blanchett, I'm Not There
- 2009: Kate Winslet, The Reader
- 2010: Mo'Nique, Precious
- 2011: Melissa Leo, The Fighter
- 2012: Octavia Spencer, The Help
- 2013: Anne Hathaway, Les Misérables
- 2014: Jennifer Lawrence, American Hustle
- 2015: Patricia Arquette, Boyhood
- 2016: Viola Davis, Fences
- 2017: Kate Winslet, Steve Jobs
- 2018: Allison Janney, I, Tonya
- 2019: Regina King, If Beale Street Could Talk
- 2020: Laura Dern, Marriage Story
- 2021: Jodie Foster, The Mauritanian
- 2022: Ariana DeBose, West Side Story
- 2023: Angela Bassett, Black Panther: Wakanda Forever
- 2024: Da'Vine Joy Randolph, The Holdovers

### Beste scenario
- 1966: Robert Bolt, Doctor Zhivago
- 1967: Robert Bolt, A Man for All Seasons
- 1968: Sterling Silliphant, In the Heat of the Night
- 1969: Sterling Silliphant, Charly
- 1970: Bridget Boland, Anne of the Thousand Days
- 1971: Erich Segal, Love Story
- 1972: Paddy Chayefsky, The Hospital
- 1973: Francis Ford Coppola, The Godfather
- 1974: William Peter Blatty, The Exorcist
- 1975: Robert Towne, Chinatown
- 1976: Bo Goldman, One Flew Over the Cuckoo's Nest
- 1977: Paddy Chayefsky, Network
- 1978: Neil Simon, The Goodbye Girl
- 1979: Oliver Stone, Midnight Express
- 1980: Robert Benton, Kramer vs. Kramer
- 1981: William Peter Blatty, The Ninth Configuration
- 1982: Ernest Thompson, On Golden Pond
- 1983: John Briley, Gandhi
- 1984: James L. Brooks, Terms of Endearment
- 1985: Peter Shaffer, Amadeus
- 1986: Woody Allen, The Purple Rose of Cairo
- 1987: Robert Bolt, The Mission
- 1988: Bernardo Bertolucci, The Last Emperor
- 1989: Naomi Foner, Running on Empty
- 1990: Ron Kovic, Born on the Fourth of July
- 1991: Michael Blake, Dances With Wolves
- 1992: Callie Khouri, Thelma & Louise
- 1993: Bo Goldman, Scent of a Woman
- 1994: Steven Zaillian, Schindler's List
- 1995: Quentin Tarantino, Pulp Fiction
- 1996: Emma Thompson, Sense and Sensibility
- 1997: Scott Alexander, The People vs. Larry Flynt
- 1998: Ben Affleck en Matt Damon, Good Will Hunting
- 1999: Marc Norman en Tom Stoppard, Shakespeare in Love
- 2000: Alan Ball, American Beauty
- 2001: Stephen Gaghan Traffic
- 2002: Akiva Goldsman, A Beautiful Mind
- 2003: Alexander Payne, About Schmidt
- 2004: Sofia Coppola, Lost in Translation
- 2005: Alexander Payne en Jim Taylor, Sideways
- 2006: Larry McMurtry en Diana Ossana, Brokeback Mountain
- 2007: Peter Morgan, The Queen
- 2008: Joel Coen en Ethan Coen, No Country for Old Men
- 2009: Simon Beaufoy, Slumdog Millionaire
- 2010: Jason Reitman en Sheldon Turner, Up in the Air
- 2011: Aaron Sorkin, The Social Network
- 2012: Woody Allen, Midnight in Paris
- 2013: Quentin Tarantino, Django Unchained
- 2014: Spike Jonze, Her
- 2015: Alejandro Iñárritu, Nicolás Giacobone, Alexander Dinelaris en Armando Bo, Birdman
- 2016: Aaron Sorkin, Steve Jobs
- 2017: Damien Chazelle, La La Land
- 2018: Martin McDonagh, Three Billboards Outside Ebbing, Missouri
- 2019: Brian Hayes Currie, Peter Farrelly en Nick Vallelonga, Green Book
- 2020: Quentin Tarantino, Once Upon a Time in Hollywood
- 2021: Aaron Sorkin, The Trial of the Chicago 7
- 2022: Kenneth Branagh, Belfast
- 2023: Martin McDonagh, The Banshees of Inisherin
- 2024: Justine Triet en Arthur Harari, Anatomy of a Fall

### Beste filmmuziek
- 1948: Max Steiner, Life with Father
- 1949: Brian Easdale, The Red Shoes
- 1950: John E. Green, The Inspector General
- 1951: Franz Waxman, Sunset Boulevard
- 1952: Victor Young, September Affair
- 1953: Dimitri Tiomkin, High Noon
- 1954-59: geen award gegeven
- 1960: Ernest Gold, On the Beach
- 1961: Dimitri Tiomkin, The Alamo
- 1962: Dimitri Tiomkin, The Guns of Navarone
- 1963: Elmer Bernstein, To Kill a Mockingbird
- 1964: geen award gegeven
- 1965: Dimitri Tiomkin, The Fall of the Roman Empire
- 1966: Maurice Jarre, Doctor Zhivago
- 1967: Elmer Bernstein, Hawaii
- 1968: Frederick Loewe, Camelot
- 1969: Alex North, The Shoes of the Fisherman
- 1970: Burt Bacharach, Butch Cassidy and the Sundance Kid
- 1971: Francis Lai, Love Story
- 1972: Isaac Hayes, Shaft
- 1973: Nino Rota, The Godfather
- 1974: Neil Diamond, Jonathan Livingston Seagull
- 1975: Alan Jay Lerner, The Little Prince
- 1976: John Williams, Jaws
- 1977: Kenny Ascher, A Star Is Born
- 1978: John Williams, Star Wars
- 1979: Giorgio Moroder, Midnight Express
- 1980: Carmine Coppola, Apocalypse Now
- 1981: Dominic Frontiere, The Stunt Man
- 1982: geen award gegeven
- 1983: John Williams, E.T. the Extra-Terrestrial
- 1984: Giorgio Moroder, Flashdance
- 1985: Maurice Jarre, A Passage to India
- 1986: John Barry, Out of Africa
- 1987: Ennio Morricone, The Mission
- 1988: David Byrne, The Last Emperor
- 1989: Maurice Jarre, Gorillas in the Mist
- 1990: Alan Menken, The Little Mermaid
- 1991: Richard Horowitz & Ryuichi Sakamoto, The Sheltering Sky
- 1992: Alan Menken, Beauty and the Beast
- 1993: Alan Menken, Aladdin
- 1994: Kitaro, Heaven & Earth
- 1995: Hans Zimmer, The Lion King
- 1996: Maurice Jarre, A Walk in the Clouds
- 1997: Gabriel Yared, The English Patient
- 1998: James Horner, Titanic
- 1999: Philip Glass & Burkhard Dallwitz, The Truman Show
- 2000: Ennio Morricone, The Legend of 1900
- 2001: Hans Zimmer & Lisa Gerrard, Gladiator
- 2002: Craig Armstrong, Moulin Rouge!
- 2003: Elliot Goldenthal, Frida
- 2004: Howard Shore, The Lord of the Rings: The Return of the King
- 2005: Howard Shore, The Aviator
- 2006: John Williams, Memoirs of a Geisha
- 2007: Alexandre Desplat, The Painted Veil
- 2008: Dario Marianelli, Atonement
- 2009: A.R. Rahman, Slumdog Millionaire
- 2010: Michael Giacchino, Up
- 2011: Trent Reznor & Atticus Ross, The Social Network
- 2012: Ludovic Bource, The Artist
- 2013: Mychael Danna, Life of Pi
- 2014: Alex Ebert, All Is Lost
- 2015: Jóhann Jóhannsson, The Theory of Everything
- 2016: Ennio Morricone, The Hateful Eight
- 2017: Justin Hurwitz, La La Land
- 2018: Alexandre Desplat, The Shape of Water
- 2019: Justin Hurwitz, First Man
- 2020: Hildur Guðnadóttir, Joker
- 2021: Jon Batiste & Trent Reznor & Atticus Ross, Soul
- 2022: Hans Zimmer, Dune
- 2023: Justin Hurwitz, Babylon
- 2024: Robbie Robertson, Killers of the Flower Moon

### Beste filmsong
- 1962: "Town Without Pity" uit Town Without Pity
- 1965: "Circus World" uit Circus World
- 1966: "Forget Domani" uit The Yellow Rolls-Royce
- 1967: "Strangers in the Night" uit A Man Could Get Killed
- 1968: "If Ever I Should Leave You" uit Camelot
- 1969: "The Windmills of Your Mind" uit The Thomas Crown Affair
- 1970: "Jean" uit The Prime of Miss Jean Brodie
- 1971: "Whistling Away the Dark" uit Darling Lili
- 1972: "Life Is What You Make It" uit Kotch
- 1973: "Ben" uit Ben
- 1974: "The Way We Were" uit The Way We Were
- 1975: "Benji's Theme (I Feel Love)" uit Benji
- 1976: "I'm Easy" uit Nashville
- 1977: "Evergreen (Love Theme from A Star Is Born)" uit A Star Is Born
- 1978: "You Light Up My Life" uit You Light Up My Life
- 1979: "Last Dance" uit Thank God It's Friday
- 1980: "The Rainbow Connection" uit The Muppet Movie
- 1981: "Fame" uit Fame
- 1982: "Arthur's Theme (Best That You Can Do)" uit Arthur
- 1983: "Up Where We Belong" uit An Officer and a Gentleman
- 1984: "Flashdance... What a Feeling" uit Flashdance
- 1985: "I Just Called to Say I Love You" uit The Woman in Red
- 1986: "Say You, Say Me" uit White Nights
- 1987: "Take My Breath Away" uit Top Gun
- 1988: "(I've Had) The Time of My Life" uit Dirty Dancing
- 1989: "Let the River Run" uit Working Girl
- 1990: "Under the Sea" uit The Little Mermaid
- 1991: "Blaze of Glory" uit Young Guns II
- 1992: "Beauty and the Beast" uit Beauty and the Beast
- 1993: "A Whole New World" uit Aladdin
- 1994: "Streets of Philadelphia" uit Philadelphia
- 1995: "Can You Feel the Love Tonight" uit The Lion King
- 1996: "Colors of the Wind" uit Pocahontas
- 1997: "You Must Love Me" uit Evita
- 1998: "My Heart Will Go On" uit Titanic
- 1999: "The Prayer" uit "Quest for Camelot"
- 2000: "You'll Be in My Heart" uit Tarzan
- 2001: "Things Have Changed" uit Wonder Boys
- 2002: "Until" uit Kate & Leopold
- 2003: "The Hands That Built America" uit Gangs of New York
- 2004: "Into the West" uit The Lord of the Rings: The Return of the King
- 2005: "Old Habits Die Hard" uit Alfie
- 2006: "A Love That Will Never Grow Old" uit Brokeback Mountain
- 2007: "Song in the Heart" uit Happy Feet
- 2008: "Guaranteed" uit Into the Wild
- 2009: "The Wrestler" uit The Wrestler
- 2010: "The Weary Kind" uit Crazy Heart
- 2011: "You Haven't Seen the Last of Me" uit Burlesque
- 2012: "Masterpiece" uit W.E.
- 2013: "Skyfall" uit Skyfall
- 2014: "Ordinary Love" uit Mandela: Long Walk to Freedom
- 2015: "Glory" uit Selma
- 2016: "Writing's on the Wall" uit Spectre
- 2017: "City of Stars" uit La La Land
- 2018: "This Is Me" uit The Greatest Showman
- 2019: "Shallow" uit A Star Is Born
- 2020: "(I'm Gonna) Love Me Again" uit Rocketman
- 2021: "Io sì" ("Seen") uit La vita davanti a sé (The Life Ahead)
- 2022: "No Time to Die" uit No Time to Die
- 2023: "Naatu Naatu" uit RRR
- 2024: "What Was I Made For?" uit Barbie

### Beste film - animatie
- Lijst met winnaars en genomineerden

### Beste film - niet-Engelstalig
- 1950: Ladri di biciclette (The Bicycle Thief) (Italië)
- 1951-1954: Geen awards
- 1955: Twenty-Four Eyes (Nijushi no hitomi) (Japan); No Way Back (Weg Ohne Umkehr) (West-Duitsland); The Lady of the Camelias (Argentinië); Genevieve (Verenigd Koninkrijk)
- 1956: Ordet (The Word) (Denemarken); Stella (Griekenland); Sons, Mothers, and a General (Kinder, Mutter und Ein General) (West-Duitsland); Eyes of Children (Japan); Dangerous Curves (Verenigd Koninkrijk);
- 1957: Before Sundown (Vor Sonnenuntergang) (West-Duitsland); A Girl in Black (To Koritsi me ta mavra) (Griekenland); Richard III (Verenigd Koninkrijk); Roses on the Arm (Taiyo to bara) (Japan); War and Peace (Italië); The White Reindeer (Valkoinen Peura) (Finland)
- 1958: The Confessions of Felix Krull (Bekenntnisse des Hochstaplers Felix Krull) (West-Duitsland); Tizoc (Mexico); Woman in a Dressing Gown (Verenigd Koninkrijk); Yellow Crow (Kiiroi karasu) (Japan)
- 1959-1973: Geen awards
- 1974: The Pedestrian (West-Duitsland)
- 1975: Scenes from a Marriage (Zweden)
- 1976: Lies My Father Told Me (Canada)
- 1977: Face to Face (Zweden)
- 1978: A Special Day (Italië)
- 1979: Autumn Sonata (Zweden)
- 1980: La Cage aux Folles (Frankrijk)
- 1981: Tess (Verenigd Koninkrijk)
- 1982: Chariots of Fire (Verenigd Koninkrijk)
- 1983: Gandhi (India)
- 1984: Fanny & Alexander (Zweden)
- 1985: A Passage to India (Verenigd Koninkrijk)
- 1986: The Official Story (Argentinië)
- 1987: The Assault (Nederland)
- 1988: My Life as a Dog (Zweden)
- 1989: Pelle the Conqueror (Denemarken)
- 1990: Cinema Paradiso (Italië)
- 1991: Cyrano de Bergerac (Frankrijk)
- 1992: Europa Europa (Duitsland)
- 1993: Indochine (Frankrijk)
- 1994: Farewell My Concubine (Hongkong)
- 1995: Farinelli: Il Castrato (België)
- 1996: Les Misérables (Frankrijk)
- 1997: Kolya (Tsjechië)
- 1998: Ma Vie en Rose (België)
- 1999: Central Station (Brazilië)
- 2000: All About My Mother (Spanje)
- 2001: Crouching Tiger, Hidden Dragon (Taiwan)
- 2002: No Man's Land (Bosnië en Herzegovina)
- 2003: Talk to Her (Spanje)
- 2004: Osama (Afghanistan)
- 2005: The Sea Inside (Spanje)
- 2006: Paradise Now (Palestina)
- 2007: Letters from Iwo Jima (Verenigde Staten)
- 2008: The Diving Bell and the Butterfly (Frankrijk/Verenigde Staten)
- 2009: Waltz with Bashir (Israël)
- 2010: The White Ribbon (Duitsland)
- 2011: In a Better World (Denemarken)
- 2012: A Separation (Iran)
- 2013: Amour (Oostenrijk)
- 2014: The Great Beauty (Italië)
- 2015: Leviathan (Rusland)
- 2016: Son of Saul (Hongarije)
- 2017: Elle (Frankrijk)
- 2018: In the Fade (Duitsland)
- 2019: Roma (Mexico)
- 2020: Parasite (Zuid-Korea)
- 2021: Minari (Verenigde Staten)
- 2022: Drive My Car (Japan)
- 2023: Argentina, 1985 (Argentinië)
- 2024: Anatomy of a Fall (Frankrijk)

### "Cinematic and Box Office Achievement"
- 2024:  Barbie

### Cecil B. DeMille Award
- Lijst met winnaars

## Televisieprijzen

#### Beste dramaserie
- 1970: Marcus Welby, M.D.
- 1971: Medical Center
- 1972: Mannix
- 1973: Columbo
- 1974: The Waltons
- 1975: Upstairs, Downstairs
- 1976: Kojak
- 1977: Rich Man, Poor Man
- 1978: Roots
- 1979: 60 Minutes
- 1980: Lou Grant
- 1981: Shōgun
- 1982: Hill Street Blues
- 1983: Hill Street Blues
- 1984: Dynasty
- 1985: Murder, She Wrote
- 1986: Murder, She Wrote
- 1987: L.A. Law
- 1988: L.A. Law
- 1989: thirtysomething
- 1990: China Beach
- 1991: Twin Peaks
- 1992: Northern Exposure
- 1993: Northern Exposure
- 1994: NYPD Blue
- 1995: The X-Files
- 1996: Party of Five
- 1997: The X-Files
- 1998: The X-Files
- 1999: The Practice
- 2000: The Sopranos
- 2001: The West Wing
- 2002: Six Feet Under
- 2003: The Shield
- 2004: 24
- 2005: Nip/Tuck
- 2006: Lost
- 2007: Grey's Anatomy
- 2008: Mad Men
- 2009: Mad Men
- 2010: Mad Men
- 2011: Boardwalk Empire
- 2012: Homeland
- 2013: Homeland
- 2014: Breaking Bad
- 2015: The Affair
- 2016: Mr. Robot
- 2017: The Crown
- 2018: The Handmaid's Tale
- 2019: The Americans
- 2020: Succession
- 2021: The Crown
- 2022: Succession
- 2023: House of the Dragon
- 2024: Succession

#### Beste komedie- of musicalserie
- 1970: The Governor and J.J.
- 1971: The Carol Burnett Show
- 1972: All in the Family
- 1973: All in the Family
- 1974: All in the Family
- 1975: Rhoda
- 1976: Barney Miller
- 1977: Barney Miller
- 1978: All in the Family
- 1979: Taxi
- 1980: Taxi & Alice
- 1981: Taxi
- 1982: M*A*S*H
- 1983: Fame
- 1984: Fame
- 1985: The Cosby Show
- 1986: The Golden Girls
- 1987: The Golden Girls
- 1988: The Golden Girls
- 1989: The Wonder Years
- 1990: Murphy Brown
- 1991: Cheers
- 1992: Brooklyn Bridge
- 1993: Roseanne
- 1994: Seinfeld
- 1995: Frasier & Mad About You
- 1996: Cybill
- 1997: 3rd Rock from the Sun
- 1998: Ally McBeal
- 1999: Ally McBeal
- 2000: Sex and the City
- 2001: Sex and the City
- 2002: Sex and the City
- 2003: Curb Your Enthusiasm
- 2004: The Office
- 2005: Desperate Housewives
- 2006: Desperate Housewives
- 2007: Ugly Betty
- 2008: Extras
- 2009: 30 Rock
- 2010: Glee
- 2011: Glee
- 2012: Modern Family
- 2013: Girls
- 2014: Brooklyn Nine-Nine
- 2015: Transparent
- 2016: Mozart in the Jungle
- 2017: Atlanta
- 2018: The Marvelous Mrs. Maisel
- 2019: The Kominsky Method
- 2020: Fleabag
- 2021: Schitt's Creek
- 2022: Hacks
- 2023: Abbott Elementary
- 2024: The Bear

#### Beste miniserie of televisiefilm
- 1982: Bill & East of Eden
- 1983: Brideshead Revisited
- 1984: The Thorn Birds
- 1985: Something About Amelia
- 1986: The Jewel in the Crown
- 1987: The Promise
- 1988: Escape from Sobibor & Poor Little Rich Girl: The Barbara Hutton Story
- 1989: War and Remembrance
- 1990: Lonesome Dove
- 1991: Decoration Day
- 1992: One Against the Wind
- 1993: Sinatra
- 1994: Barbarians at the Gate
- 1995: The Burning Season
- 1996: Indictment: The McMartin Trial
- 1997: Rasputin
- 1998: George Wallace
- 1999: From the Earth to the Moon
- 2000: RKO 281
- 2001: Dirty Pictures
- 2002: Band of Brothers
- 2003: The Gathering Storm
- 2004: Angels in America
- 2005: The Life and Death of Peter Sellers
- 2006: Empire Falls
- 2007: Elizabeth I
- 2008: Longford
- 2009: John Adams
- 2010: Grey Gardens
- 2011: Carlos
- 2012: Downton Abbey
- 2013: Game Change
- 2014: Behind the Candelabra
- 2015: Fargo
- 2016: Wolf Hall
- 2017: The People v. O. J. Simpson: American Crime Story
- 2018: Big Little Lies
- 2019: The Assassination of Gianni Versace: American Crime Story
- 2020: Chernobyl
- 2021: The Queen's Gambit
- 2022: The Underground Railroad
- 2023: The White Lotus
- 2024: Beef

#### Beste acteur in een dramaserie
- 1962: John Daly & Bob Newhart
- 1963: Richard Chamberlain, Dr. Kildare
- 1964: Mickey Rooney, Mickey
- 1965: Gene Barry, Burke's Law
- 1966: David Janssen, The Fugitive
- 1967: Dean Martin, The Dean Martin Show
- 1968: Martin Landau, Mission: Impossible
- 1969: Carl Betz, Judd, for the Defense
- 1970: Mike Connors, Mannix
- 1971: Peter Graves, Mission: Impossible
- 1972: Robert Young, Marcus Welby, M.D.
- 1973: Peter Falk, Columbo
- 1974: James Stewart, Hawkins
- 1975: Telly Savalas, Kojak
- 1976: Telly Savalas, Kojak & Robert Blake, Baretta
- 1977: Richard Jordan, Captains and the Kings
- 1978: Edward Asner, Lou Grant
- 1979: Michael Moriarty, Holocaust
- 1980: Edward Asner, Lou Grant
- 1981: Richard Chamberlain, Shōgun
- 1982: Daniel J. Travanti, Hill Street Blues
- 1983: John Forsythe, Dynasty
- 1984: John Forsythe, Dynasty
- 1985: Tom Selleck, Magnum, P.I.
- 1986: Don Johnson, Miami Vice
- 1987: Edward Woodward, The Equalizer
- 1988: Richard Kiley, A Year in the Life
- 1989: Ron Perlman, Beauty and the Beast
- 1990: Ken Wahl, Wiseguy
- 1991: Kyle MacLachlan, Twin Peaks
- 1992: Scott Bakula, Quantum Leap
- 1993: Sam Waterston, I'll Fly Away
- 1994: David Caruso, NYPD Blue
- 1995: Dennis Franz, NYPD Blue
- 1996: Jimmy Smits, NYPD Blue
- 1997: David Duchovny, The X-Files
- 1998: Anthony Edwards, ER
- 1999: Dylan McDermott, The Practice
- 2000: James Gandolfini, The Sopranos
- 2001: Martin Sheen, The West Wing
- 2002: Kiefer Sutherland, 24
- 2003: Michael Chiklis, The Shield
- 2004: Anthony LaPaglia, Without a Trace
- 2005: Ian McShane, Deadwood
- 2006: Hugh Laurie, House
- 2007: Hugh Laurie, House
- 2008: Jon Hamm, Mad Men
- 2009: Gabriel Byrne, In Treatment
- 2010: Michael C. Hall, Dexter
- 2011: Steve Buscemi, Boardwalk Empire
- 2012: Kelsey Grammer, Boss
- 2013: Damian Lewis, Homeland
- 2014: Bryan Cranston, Breaking Bad
- 2015: Kevin Spacey, House of Cards
- 2016: Jon Hamm, Mad Men
- 2017: Billy Bob Thornton, Goliath
- 2018: Sterling K. Brown, This Is Us
- 2019: Richard Madden, Bodyguard
- 2020: Brian Cox, Succession
- 2021: Josh O'Connor, The Crown
- 2022: Jeremy Strong, Succession
- 2023: Kevin Costner, Yellowstone
- 2024: Kieran Culkin, Succession

#### Beste actrice in een dramaserie
- 1979: Rosemary Harris, Holocaust
- 1980: Natalie Wood, From Here to Eternity
- 1981: Yoko Shimada, Shōgun
- 1982: Linda Evans, Dynasty & Barbara Bel Geddes, Dallas
- 1983: Joan Collins, Dynasty
- 1984: Jane Wyman, Falcon Crest
- 1985: Angela Lansbury, Murder, She Wrote
- 1986: Sharon Gless, Cagney & Lacey
- 1987: Angela Lansbury, Murder, She Wrote
- 1988: Susan Dey, L.A. Law
- 1989: Jill Eikenberry, L.A. Law
- 1990: Angela Lansbury, Murder, She Wrote
- 1991: Sharon Gless, The Trials of Rosie O'Neill & Patricia Wettig, thirtysomething
- 1992: Angela Lansbury, Murder, She Wrote
- 1993: Regina Taylor, I'll Fly Away
- 1994: Kathy Baker, Picket Fences
- 1995: Claire Danes, My So-Called Life
- 1996: Jane Seymour, Dr. Quinn, Medicine Woman
- 1997: Gillian Anderson, The X-Files
- 1998: Christine Lahti, Chicago Hope
- 1999: Keri Russell, Felicity
- 2000: Edie Falco, The Sopranos
- 2001: Sela Ward, Once and Again
- 2002: Jennifer Garner, Alias
- 2003: Edie Falco, The Sopranos
- 2004: Frances Conroy, Six Feet Under
- 2005: Mariska Hargitay, Law & Order: Special Victims Unit
- 2006: Geena Davis, Commander in Chief
- 2007: Kyra Sedgwick, The Closer
- 2008: Glenn Close, Damages
- 2009: Anna Paquin, True Blood
- 2010: Julianna Margulies, The Good Wife
- 2011: Katey Sagal, Sons of Anarchy
- 2012: Claire Danes, Homeland
- 2013: Claire Danes, Homeland
- 2014: Robin Wright, House of Cards
- 2015: Ruth Wilson, The Affair
- 2016: Taraji P. Henson, Empire
- 2017: Claire Foy, The Crown
- 2018: Elisabeth Moss, The Handmaid's Tale
- 2019: Sandra Oh, Killing Eve
- 2020: Olivia Colman, The Crown
- 2021: Emma Corrin, The Crown
- 2022: Mj Rodriguez, Pose
- 2023: Zendaya, Euphoria
- 2024: Sarah Snook, Succession

#### Beste acteur in een komische of muzikale serie
- 1971: Flip Wilson, The Flip Wilson Show
- 1972: geen award
- 1973: Redd Foxx, Sanford and Son
- 1974: Jack Klugman, The Odd Couple
- 1975: Alan Alda, M*A*S*H
- 1976: Alan Alda, M*A*S*H
- 1977: Henry Winkler, Happy Days
- 1978: Ron Howard, Happy Days & Henry Winkler, Happy Days
- 1979: Robin Williams, Mork and Mindy
- 1980: Alan Alda, M*A*S*H
- 1981: Alan Alda, M*A*S*H
- 1982: Alan Alda, M*A*S*H
- 1983: Alan Alda, M*A*S*H
- 1984: John Ritter, Three's Company
- 1985: Bill Cosby, The Cosby Show
- 1986: Bill Cosby, The Cosby Show
- 1987: Bruce Willis, Moonlighting
- 1988: Dabney Coleman, The "Slap" Maxwell Story
- 1989: Michael J. Fox, Family Ties & Judd Hirsch, Dear John & Richard Mulligan, Empty Nest
- 1990: Ted Danson, Cheers
- 1991: Ted Danson, Cheers
- 1992: Burt Reynolds, Evening Shade
- 1993: John Goodman, Roseanne
- 1994: Jerry Seinfeld, Seinfeld
- 1995: Tim Allen, Home Improvement
- 1996: Kelsey Grammer, Frasier
- 1997: John Lithgow, 3rd Rock from the Sun
- 1998: Michael J. Fox, Spin City
- 1999: Michael J. Fox, Spin City
- 2000: Michael J. Fox, Spin City
- 2001: Kelsey Grammer, Frasier
- 2002: Charlie Sheen, Spin City
- 2003: Tony Shalhoub, Monk
- 2004: Ricky Gervais, The Office
- 2005: Jason Bateman, Arrested Development
- 2006: Steve Carell, The Office US
- 2007: Alec Baldwin, 30 Rock
- 2008: David Duchovny, Californication
- 2009: Alec Baldwin, 30 Rock
- 2010: Alec Baldwin, 30 Rock
- 2011: Jim Parsons, The Big Bang Theory
- 2012: Matt LeBlanc, Episodes
- 2013: Don Cheadle, House of Lies
- 2014: Andy Samberg, Brooklyn Nine-Nine
- 2015: Jeffrey Tambor, Transparent
- 2016: Gael García Bernal, Mozart in the Jungle
- 2017: Donald Glover, Atlanta
- 2018: Aziz Ansari, Master of None
- 2019: Michael Douglas, The Kominsky Method
- 2020: Ramy Youssef, Ramy
- 2021: Jason Sudeikis, Ted Lasso
- 2022: Jason Sudeikis, Ted Lasso
- 2023: Jeremy Allen White, The Bear
- 2024: Jeremy Allen White, The Bear

#### Beste actrice in een komische of muzikale serie
- 1980: Linda Lavin, Alice
- 1981: Katherine Helmond, Soap
- 1982: Eileen Brennan, Private Benjamin
- 1983: Debbie Allen, Fame
- 1984: Joanna Cassidy, Buffalo Bill
- 1985: Shelley Long, Cheers
- 1986: Cybill Shepherd, Moonlighting & Estelle Getty, The Golden Girls
- 1987: Cybill Shepherd, Moonlighting
- 1988: Tracey Ullman, The Tracey Ullman Show
- 1989: Candice Bergen, Murphy Brown
- 1990: Jamie Lee Curtis, Anything But Love
- 1991: Kirstie Alley, Cheers
- 1992: Candice Bergen, Murphy Brown
- 1993: Roseanne Barr, Roseanne
- 1994: Helen Hunt, Mad About You
- 1995: Helen Hunt, Mad About You
- 1996: Cybill Shepherd, Cybill
- 1997: Helen Hunt, Mad About You
- 1998: Calista Flockhart, Ally McBeal
- 1999: Jenna Elfman, Dharma & Greg
- 2000: Sarah Jessica Parker, Sex and the City
- 2001: Sarah Jessica Parker, Sex and the City
- 2002: Sarah Jessica Parker, Sex and the City
- 2003: Jennifer Aniston, Friends
- 2004: Sarah Jessica Parker, Sex and the City
- 2005: Teri Hatcher, Desperate Housewives
- 2006: Mary-Louise Parker, Weeds
- 2007: America Ferrera, Ugly Betty
- 2008: Tina Fey, 30 Rock
- 2009: Tina Fey, 30 Rock
- 2010: Toni Collette, United States of Tara
- 2011: Laura Linney, The Big C
- 2012: Laura Dern, Enlightened
- 2013: Lena Dunham, Girls
- 2014: Amy Poehler, Parks and Recreation
- 2015: Gina Rodriguez, Jane the Virgin
- 2016: Rachel Bloom, Crazy Ex-Girlfriend
- 2017: Tracee Ellis Ross, Black-ish
- 2018: Rachel Brosnahan, The Marvelous Mrs. Maisel
- 2019: Rachel Brosnahan, The Marvelous Mrs. Maisel
- 2020: Phoebe Waller-Bridge, Fleabag
- 2021: Catherine O'Hara, Schitt's Creek
- 2022: Jean Smart, Hacks'
- 2023: Quinta Brunson, Abbott Elementary
- 2024: Ayo Edebiri, The Bear

#### Beste acteur in een televisiefilm of miniserie
- 1982: Mickey Rooney, Bill
- 1983: Anthony Andrews, Brideshead Revisited
- 1984: Richard Chamberlain, The Thorn Birds
- 1985: Ted Danson, Something About Amelia
- 1986: Dustin Hoffman, Death of a Salesman
- 1987: James Woods, Promise
- 1988: Randy Quaid, LBJ: The Early Years
- 1989: Stacy Keach, Hemingway & Michael Caine, Jack the Ripper
- 1990: Robert Duvall, Lonesome Dove
- 1991: James Garner, Decoration Day
- 1992: Beau Bridges, Without Warning: The James Brady Story
- 1993: Robert Duvall, Stalin
- 1994: James Garner, Barbarians at the Gate
- 1995: Raul Julia, The Burning Season
- 1996: Gary Sinise, Truman
- 1997: Alan Rickman, Rasputin
- 1998: Ving Rhames, Don King: Only in America
- 1999: Stanley Tucci, Winchell
- 2000: Jack Lemmon, Inherit the Wind
- 2001: Brian Dennehy, Arthur Miller's Death of a Salesman
- 2002: James Franco, James Dean
- 2003: Albert Finney, The Gathering Storm
- 2004: Al Pacino, Angels in America
- 2005: Geoffrey Rush, The Life and Death of Peter Sellers
- 2006: Jonathan Rhys Meyers, Elvis
- 2007: Bill Nighy, Gideon's Daughter
- 2008: Jim Broadbent, Longford
- 2009: Paul Giamatti, John Adams
- 2010: Kevin Bacon, Taking Chance
- 2011: Al Pacino, You Don't Know Jack
- 2012: Idris Elba, Luther
- 2013: Kevin Costner, Hatfields & McCoys
- 2014: Michael Douglas, Behind the Candelabra
- 2015: Billy Bob Thornton, Fargo
- 2016: Oscar Isaac, Show Me a Hero
- 2017: Tom Hiddleston, The Night Manager
- 2018: Ewan McGregor, Fargo
- 2019: Darren Criss, The Assassination of Gianni Versace: American Crime Story
- 2020: Russell Crowe, The Loudest Voice
- 2021: Mark Ruffalo, I Know This Much Is True
- 2022: Michael Keaton, Dopesick
- 2023: Evan Peters, Dahmer – Monster: The Jeffrey Dahmer Story
- 2024: Steven Yeun, Beef

#### Beste actrice in een televisiefilm of miniserie
- 1982: Jane Seymour, East of Eden
- 1983: Ingrid Bergman, A Woman Called Golda
- 1984: Ann-Margret, Who Will Love My Children
- 1985: Ann-Margret, A Streetcar Named Desire
- 1986: Liza Minnelli, A Time to Live
- 1987: Loretta Young, Christmas Eve
- 1988: Gena Rowlands, The Betty Ford Story
- 1989: Ann Jillian, The Ann Jillian Story
- 1990: Christine Lahti, No Place Like Home
- 1991: Barbara Hershey, A Killing in a Small Town
- 1992: Judy Davis, One Against the Wind
- 1993: Laura Dern, Afterburn
- 1994: Bette Midler, Gypsy
- 1995: Joanne Woodward, Breathing Lessons
- 1996: Jessica Lange, A Streetcar Named Desire
- 1997: Helen Mirren, Losing Chase
- 1998: Alfre Woodard, Miss Evers' Boys
- 1999: Angelina Jolie, Gia
- 2000: Halle Berry, Introducing Dorothy Dandridge
- 2001: Judi Dench, The Last of the Blonde Bombshells
- 2002: Judy Davis, Life With Judy Garland: Me and My Shadows
- 2003: Uma Thurman, Hysterical Blindness
- 2004: Meryl Streep, Angels in America
- 2005: Glenn Close, The Lion in Winter
- 2006: S. Epatha Merkerson, Lackawanna Blues
- 2007: Helen Mirren, Elizabeth I
- 2008: Queen Latifah, Life Support
- 2009: Laura Linney, John Adams
- 2010: Drew Barrymore, Grey Gardens
- 2011: Claire Danes, Temple Grandin
- 2012: Kate Winslet, Mildred Pierce
- 2013: Julianne Moore, Game Change
- 2014: Elisabeth Moss, Top of the Lake
- 2015: Maggie Gyllenhaal, The Honourable Woman
- 2016: Lady Gaga, American Horror Story: Hotel
- 2017: Sarah Paulson, The People v. O. J. Simpson: American Crime Story
- 2018: Nicole Kidman, Big Little Lies
- 2019: Patricia Arquette, Escape at Dannemora
- 2020: Michelle Williams, Fosse/Verdon
- 2021: Anya Taylor-Joy, The Queen's Gambit
- 2022: Kate Winslet, Mare of Easttown
- 2023: Amanda Seyfried, The Dropout
- 2024: Ali Wong, Beef

#### Beste mannelijke bijrol in een serie, miniserie of televisiefilm
- 1971: James Brolin, Marcus Welby, M.D.
- 1972: Ed Asner, The Mary Tyler Moore Show
- 1973: James Brolin, Marcus Welby, M.D.
- 1974: McLean Stevenson, M*A*S*H
- 1975: Harvey Korman, The Carol Burnett Show
- 1976: Ed Asner, The Mary Tyler Moore Show & Tim Conway, The Carol Burnett Show
- 1977: Ed Asner, Rich Man, Poor Man
- 1978: Geen award
- 1979: Norman Fell, Three's Company
- 1980: Vic Tayback, Alice & Danny DeVito, Taxi
- 1981: Vic Tayback, Alice & Pat Harrington jr., One Day at a Time
- 1982: John Hillerman, Magnum P.I.
- 1983: Lionel Stander, Hart to Hart
- 1984: Richard Kiley, The Thorn Birds
- 1985: Paul Le Mat, The Burning Bed
- 1986: Edward James Olmos, Miami Vice
- 1987: Jan Niklas, Anastasia: The Mystery of Anna
- 1988: Rutger Hauer, Escape from Sobibor
- 1989: Barry Bostwick, War and Remembrance & John Gielgud, War and Remembrance
- 1990: Dean Stockwell, Quantum Leap
- 1991: Charles Durning, The Kennedys of Massachusetts
- 1992: Louis Gossett jr., The Josephine Baker Story
- 1993: Maximilian Schell, Stalin
- 1994: Jason Alexander, Seinfeld
- 1995: Edward James Olmos, The Burning Season
- 1996: Donald Sutherland, Citizen X
- 1997: Ian McKellen, Rasputin
- 1998: George C. Scott, 12 Angry Men
- 1999: Gregory Peck, Moby Dick & Don Cheadle, The Rat Pack
- 2000: Peter Fonda, The Passion of Ayn Rand
- 2001: Robert Downey jr., Ally McBeal
- 2002: Stanley Tucci, Conspiracy
- 2003: Donald Sutherland, Path to War
- 2004: Jeffrey Wright, Angels in America
- 2005: William Shatner, Boston Legal
- 2006: Paul Newman, Empire Falls
- 2007: Jeremy Irons, Elizabeth I
- 2008: Jeremy Piven, Entourage
- 2009: Tom Wilkinson, John Adams
- 2010: John Lithgow, Dexter
- 2011: Chris Colfer, Glee
- 2012: Peter Dinklage, Game of Thrones
- 2013: Ed Harris, Game Change
- 2014: Jon Voight, Ray Donovan
- 2015: Matt Bomer, The Normal Heart
- 2016: Christian Slater, Mr. Robot
- 2017: Hugh Laurie, The Night Manager
- 2018: Alexander Skarsgård, Big Little Lies
- 2019: Ben Whishaw, A Very English Scandal
- 2020: Stellan Skarsgård, Chernobyl
- 2021: John Boyega, Small Axe
- 2022: O Yeong-su, Squid Game
- 2023: Award was in 2023 gesplitst, zie hieronder
- 2024: Matthew Macfadyen, Succession

#### Beste vrouwelijke bijrol in een serie, miniserie of televisiefilm
- 1971: Gail Fisher, Mannix
- 1972: Sue Ane Langdon, Arnie
- 1973: Ruth Buzzi, Rowan and Martin's Laugh-In
- 1974: Ellen Corby, The Waltons
- 1975: Betty Garrett, All in the Family
- 1976: Hermione Baddeley, Maude
- 1977: Josette Banzet, Rich Man, Poor Man
- 1979: Polly Holliday, Alice
- 1980: Polly Holliday, Alice
- 1981: Diane Ladd, Alice & Valerie Bertinelli, One Day at a Time
- 1982: Valerie Bertinelli, One Day at a Time
- 1983: Shelley Long, Cheers
- 1984: Barbara Stanwyck, The Thorn Birds
- 1985: Faye Dunaway, Ellis Island
- 1986: Sylvia Sidney, An Early Frost
- 1987: Olivia de Havilland, Anastasia: The Mystery of Anna
- 1988: Claudette Colbert, The Two Mrs. Grenvilles
- 1989: Katherine Helmond, Who's the Boss
- 1990: Amy Madigan, Roe vs. Wade
- 1991: Piper Laurie, Twin Peaks
- 1992: Amanda Donohue, L.A. Law
- 1993: Joan Plowright, Stalin
- 1994: Julia Louis-Dreyfus, Seinfeld
- 1995: Miranda Richardson, Fatherland
- 1996: Shirley Knight, Indictment: The McMartin Trial
- 1997: Kathy Bates, The Late Shift
- 1998: Angelina Jolie, George Wallace
- 1999: Faye Dunaway, Gia & Camryn Manheim, The Practice
- 2000: Nancy Marchand, The Sopranos
- 2001: Vanessa Redgrave, If These Walls Could Talk 2
- 2002: Rachel Griffiths, Six Feet Under
- 2003: Kim Cattrall, Sex and the City
- 2004: Mary-Louise Parker, Angels in America
- 2005: Anjelica Huston, Iron Jawed Angels
- 2006: Sandra Oh, Grey's Anatomy
- 2007: Emily Blunt, Gideon's Daughter
- 2008: Samantha Morton, Longford
- 2009: Laura Dern, Recount
- 2010: Chloë Sevigny, Big Love
- 2011: Jane Lynch, Glee
- 2012: Jessica Lange, American Horror Story
- 2013: Maggie Smith, Downton Abbey
- 2014: Jacqueline Bisset, Dancing on the Edge
- 2015: Joanne Froggatt, Downton Abbey
- 2016: Maura Tierney, The Affair
- 2017: Olivia Colman, The Night Manager
- 2018: Laura Dern, Big Little Lies
- 2019: Patricia Clarkson, Sharp Objects
- 2020: Patricia Arquette, The Act
- 2021: Gillian Anderson, The Crown
- 2022: Sarah Snook, Succession
- 2023: Award was in 2023 gesplitst, zie hieronder
- 2024: Hannah Waddingham, Ted Lasso

#### Beste mannelijke bijrol in een komische-, muzikale- of dramaserie
- 2023: Tyler James Williams, Abbott Elementary

#### Beste vrouwelijke bijrol in een komische-, muzikale- of dramaserie
- 2023: Julia Garner, Ozark

#### Beste mannelijke bijrol in een miniserie of televisiefilm
- 2023: Paul Walter Hauser, Black Bird

#### Beste vrouwelijke bijrol in een miniserie of televisiefilm
- 2023: Jennifer Coolidge, The White Lotus

#### Best stand-upcomedy op televisie
- 2024: Ricky Gervais,  Armageddon

### Carol Burnett Award
- Lijst met winnaars